# Michaël Miraglia
Michaël Miraglia est journaliste à RTL-TVI. Il présente depuis le 6 janvier 2017 l'émission Reporters. Jusque-là, il présentait l'émission De quoi je me mêle. Précédemment, Michaël Miraglia a travaillé à la RTBF où il présentait, à côté de Sébastien Nollevaux, l'émission "On n'est pas des pigeons !". En novembre 2019, il est à la présentation de 4 numéros de « 112 Hélico d’urgence ». Il tourne actuellement une nouvelle émission consacrée au paranormal intitulée « Au cœur de l’étrange » dont la date de diffusion n’est pas encore connue. Depuis le 27 janvier 2023, il assure la présentation hebdomadaire des journaux télévisés de 13h et de 19h les week-end.   

## Biographie
Né dans la province de Hainaut en Belgique et originaire de Hensies, il fait ses études à l'Institut des hautes études des communications sociales. Il décide de commencer sa carrière dans sa région à la télévision de Mons appelée Télé MB. Il commence en tant que stagiaire et devient ensuite pigiste. Il a l'occasion de travailler à la rubrique sport rapidement. Il combine dès lors études la semaine et travail le weekend. Il est engagé à la fin de ses études et il garde un souvenir très positif de cette expérience professionnelle. C'est aussi grâce à celle-ci qu'il tombe amoureux de la ville de Mons qu'il découvre au fil des reportages, c'est pourquoi il y habite actuellement.
Il passa ensuite à la chaine nationale RTBF, où il réalise plusieurs reportages pour l'émission Questions à la Une. Pendant 4 ans, il fait également des remplacements de journalistes absents. C'est pourquoi en mars 2010, la rédaction en chef le désigne titulaire de l'émission Au Quotidien aux côtés de Véronique Barbier, et ce à la place de Benjamin Maréchal souhaitant diminuer le nombre de ses activités.
Le 19 juillet 2010 Michaël présente ses premiers JT (le 6 minutes et le 12 minutes). Il peut enfin entreprendre un rôle plus sérieux qu'Au Quotidien. En octobre 2010, il participe au défi Cap 48 où il doit courir 28h pour cette action caritative. Il renouvelle l'expérience en 2011 où il entreprend 100 km de kayak avec ses collègues de On n'est pas des pigeons.
L'émission Au Quotidien est remplacée en 2011 par On n'est pas des pigeons, et dont Michaël fait partie, aux côtés de Sébastien Nollevaux et d'autres chroniqueurs.
Après avoir travaillé onze ans à la RTBF, il quitte en juin 2015 la télévision publique pour rejoindre la chaîne privée RTL-TVI. Dès le 31 août 2015, il y présente l'émission "De quoi je me mêle".
En 2017, pour le Télévie, il joue sur RTL-TVI dans la pièce Boeing Boeing de Marc Camoletti, sur une mise en scène de Jean-Paul Andret, aux côtés de  Sophie Pendeville, Maria Del Rio, Sandrine Dans, Sandrine Corman et Olivier Leborgne.
En janvier 2023, il devient le présentateur de RTL Info Weekend sur RTL-TVI. Il continue également la présentation des autres émissions d'information qu'il présente sur la chaîne.